# 브릭스톤 아카데미

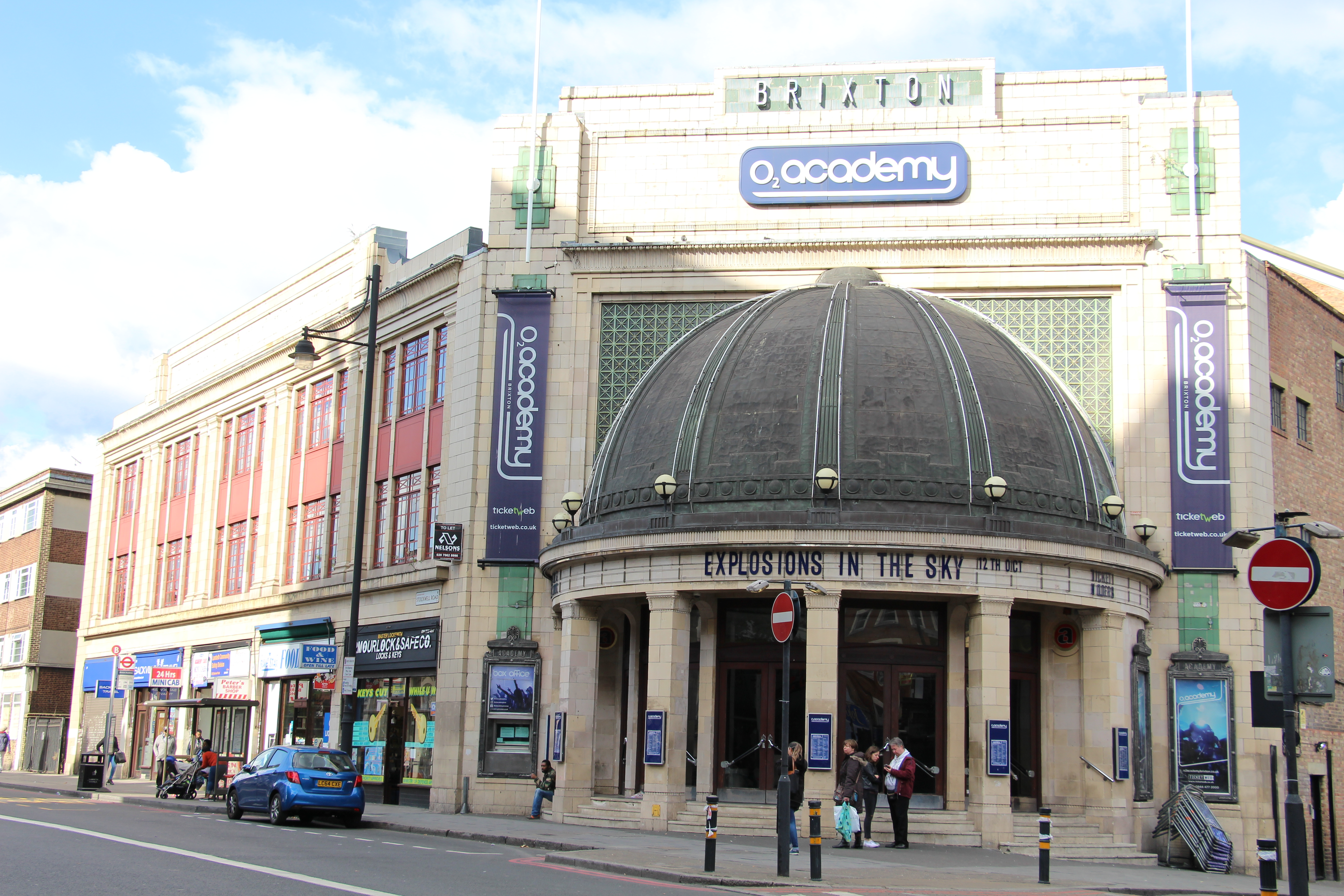
브릭스톤 아카데미

브릭스톤 아카데미(Brixton Academy)는 런던의 대표적인 음악 공연장, 나이트클럽, 극장 중 하나이다. 영국 런던 남부의 브릭스톤에 위치한 이 건물은 1983년 음악 장소가 된 이후 다양한 대표 록 공연을 개최해 왔다. 최대 용량은 4,921명(아래층에 3,760명, 원 안에 1,079명, 원 안에 72명)이며, 또는 전체 좌석 용량은 2,309명이다. 이는 많은 성공적인 공연을 주최했다.